# Заменгоф, Леон Маркович
Леон Маркович Заменгоф (пол. Leon Zamenhof, эсп. Leono Zamenhof, использовал псевдонимы Lozo, Zetel и Elzet, 1875—1934) — польский врач-отоларинголог и эсперантист, брат Л. Л. Заменгофа.

## Биография
Родился в семье преподавателя реального училища М. Заменгофа. По образованию — врач-отоларинголог. Автор ряда медицинских публикаций, в том числе учебника «История медицины» на польском языке.
С 1898, изучив эсперанто, активно участвовал в эсперанто-движении. Основал в Варшаве общество эсперантистов «Конкордо», в 1908—1913 был редактором ежемесячника Польский эсперантист, некоторое время был вице-президентом польской Эсперанто-ассоциации, корреспондентом Академии эсперанто, переводил на эсперанто произведения польских поэтов:
«Aspazio» Светоховского, «Protesilas kaj Laodamia» С. Выспяньского, и других. Опубликовал первую биографию брата, изданную на русском языке (Заменгоф Л. М. Из биографии доктора Людовика (Лазаря) Заменгофа. Перевод с эсперанто К. К. Петряевского. — Саратов: Esperanta biblioteco de G. Davidov, 1913).
Умер в Варшаве, похоронен на еврейском кладбище.